# Carex pensylvanica
Carex pensylvanica är en halvgräsart som beskrevs av Jean-Baptiste de Lamarck. Carex pensylvanica ingår i släktet starrar, och familjen halvgräs. Inga underarter finns listade i Catalogue of Life.

## Bildgalleri

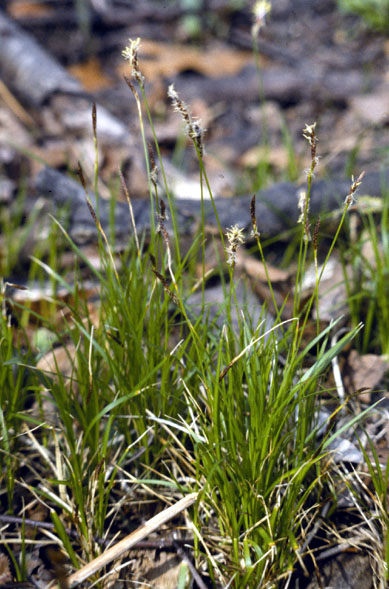